# Cabinet fantôme Dutton
 (signalé en juin 2025).
Si vous disposez d'ouvrages ou d'articles de référence ou si vous connaissez des sites web de qualité traitant du thème abordé ici, merci de compléter l'article en donnant les références utiles à sa vérifiabilité et en les liant à la section « Notes et références ».
- Archive Wikiwix
- Bing
- Cairn
- DuckDuckGo
- E. Universalis
- Gallica
- Google
- G. Books
- G. News
- G. Scholar
- Persée
- Qwant
- (zh) Baidu
- (ru) Yandex
- (wd) trouver des œuvres sur Wikidata

Commonwealth d'Australie
Albanese Ley
Le cabinet fantôme Dutton (en anglais : Dutton Shadow Ministry) est le cabinet fantôme australien en place du 5 juin 2022 au 3 mai 2025, sous la 47e législature de la Chambre des représentants.
Il est formé et dirigé par le chef de l'opposition Peter Dutton, à l'issue des élections fédérales de 2022 qui ont porté Anthony Albanese, chef du Parti travailliste victorieux, à la tête du gouvernement australien. Dutton lui-même est porté à la tête du Parti libéral et donc de la Coalition à la suite de la démission de Scott Morrison, le Premier ministre sortant. À la suite de la défaite de la Coalition aux élections fédérales de 2025, durant lesquelles Peter Dutton perd son siège dans la circonscription de Dickson, le cabinet fantôme est officiellement dissout.
Il fait donc face au gouvernement travailliste Albanese I.